# Гребля Чукурбулак
Гребля Чукурбулак – споруда для захисту від селів та повеней, будівництво якої спільно ведуть Казахстан та Китай.
Греблю споруджують на правій притоці Ілі річці Хоргос, по якій проходить одна з ділянок казахсько-китайського кордону. Споруда має захистити комплекс транскордонного переходу Хоргос та населені пункти Баскунші і Хоргос. Серед причин, які призвели до рішення про будівництво греблі, були сильні повені в басейні Хоргосу, що стались в 2010 та 2015 роках.
Майданчик для будівництва обрали за п’ять кілометрів вище по течії від греблі введеного в дію у 2013-му спільного гідроенергетичного комплексу «Достик». В межах проекту зведуть бетонну греблю висотою 51 метр та довжиною 534 метра, яка буде здатна утримати сель з об’ємом до 10 млн м3. При цьому бетонна споруда буде не монолітною, а комірчастою – такий тип греблі зазвичай передбачає спорудження кількох рядів відкритих зверху комірок різної висоти (чим далі від селесховища тим нижче), що мають затримувати каміння, яке несе з собою сель.
Завершення будівництва заплановане на 2024 рік.